# Małgorzata Chojnacka (kajakarka)
Małgorzata Wardowicz z domu Chojnacka (ur. 17 lutego 1983) – polska kajakarka, mistrzyni świata i Europy, wielokrotna mistrzyni Polski, olimpijka z Pekinu (2008).

## Kariera sportowa
Przez całą karierę sportową była związana z KS Posnania.

### Mistrzostwa świata
Jej największym sukcesem w karierze było mistrzostwo świata w 2009 w konkurencji K-2 1000 m (z Beatą Mikołajczyk. W 2007 wywalczyła wicemistrzostwo świata w tej samej konkurencji (z Eweliną Wojnarowską oraz brązowy medal w konkurencji K-4 500 m (partnerkami były Ewelina Wojnarowska, Monika Borowicz i Aneta Konieczna). W pozostałych startach na mistrzostwach świata zajmowała miejsca: 2005 - 5. (K-4 1000 m), 2006 - 5. (K-2 1000 m), 7. (K-4 200 m), 4. (K-4 500 m), 2009 - 4. (K-2 500 m), 4. (K-4 500 m).

### Igrzyska olimpijskie
Na Igrzyskach Olimpijskich w Pekinie (2008) odpadła w półfinale w konkurencji K-1 500 m.

### Mistrzostwa Europy
W 2005 wywalczyła brązowy medal w konkurencji K-4 500 m (partnerkami były Beata Mikołajczyk, Aneta Konieczna i Małgorzata Czajczyńska), w 2007 została wicemistrzynią Europy w konkurencji K-2 1000 m (z Eweliną Wojnarowską) i brązową medalistką w konkurencji K-4 500 m (partnerkami były Sandra Pawełczak, Aneta Konieczna i Ewelina Wojnarowska), w 2008 wicemistrzynią w konkurencji K-4 1000 m (partnerkami były Beata Mikołajczyk, Edyta Dzieniszewska i Ewelina Wojnarowska), w 2009 zdobyła brązowy medal w konkurencji K-4 500 m (partnerkami były Marta Walczykiewicz, Ewelina Wojnarowska i Magdalena Krukowska). W 2012 została mistrzynią Europy w konkurencji K-1 1000 m. W pozostałych startach zajmowała miejsca: 2004 - 6. (K-4 200 m), 4. (K-4 1000 m), 2005 - 5. (K-2 1000 m), 2006 - 6. (K-4 200 m), 5. (K-4 500 m), 4. (K-4 1000 m), 2011 - 4. (K-2 1000 m), 2007 - 6. (K-4 200 m), 2008 - 6. (K-4 500 m), 2009 - 4. (K-1 1000 m), 2011 - 4. (K-4 1000 m), 2012 - 8. (K-1 5000 m), 6. (K-4 500 m).

### Mistrzostwa Polski
20 razy zdobywała tytuł mistrzyni Polski:
- K-1 1000 m: 2006, 2009, 2011
- K-2 200 m: 2009 (z Martą Walczykiewicz)
- K-2 500 m: 2008 (z Moniką Borowicz)
- K-4 200 m: 2005, 2006, 2008, 2009
- K-4 500 m: 2001, 2002, 2005, 2006, 2007, 2008, 2009
- K-4 1000 m: 2002, 2003, 2006, 2008